# Nysa (Asia Minore)

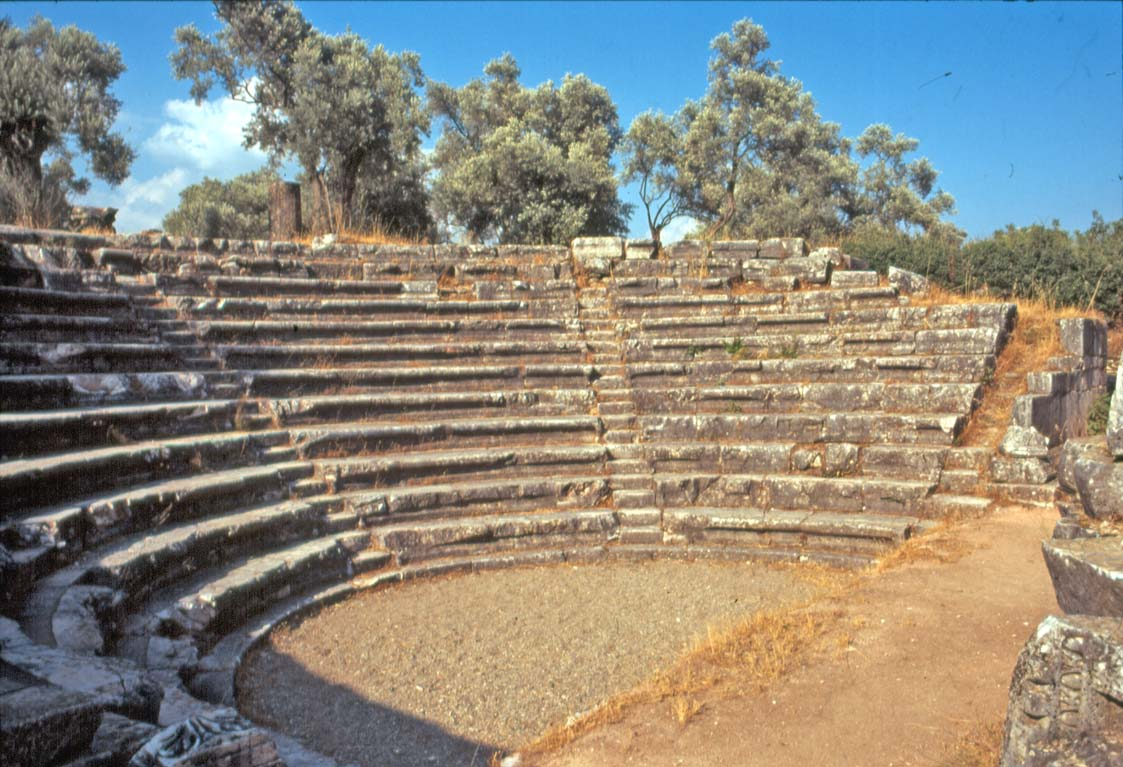
Il bouleuterion di Nysa

Nysa è stata un'antica città greca e romana dell'Asia Minore, in Caria. I suoi resti si trovano nel distretto di Sultanhisar della provincia di Aydın in Turchia, sulle pendici del Malkaç Dağı (monte Messogis).

## Storia
Nell'antichità ebbe anche il nome di Athymbra (Ἄθυμβρα), che rimase nel nome degli abitanti (Athymbrianoi) ancora nel III secolo. Strabone riferisce che la città era nata dal sinecismo di tre città fondate da tre fratelli, Athymbros, Athymbrados e Hydrelos. Fu chiamata anche Nysa ad Maeandrum (in riferimento al fiume Meandro. Si riteneva che la città fosse sorta nei luoghi dove Dioniso bambino era stato allevato dalle ninfe.
Fu probabilmente fondata da Antioco I Soter nel III secolo a.C.
Nel I secolo a.C. era un importante centro culturale e vi studiò lo stesso Strabone, presso il geografo Aristodemo di Nisa il Vecchio; come centro culturale era ancora nota nel II secolo. Nel V secolo fu sede episcopale.

## Descrizione

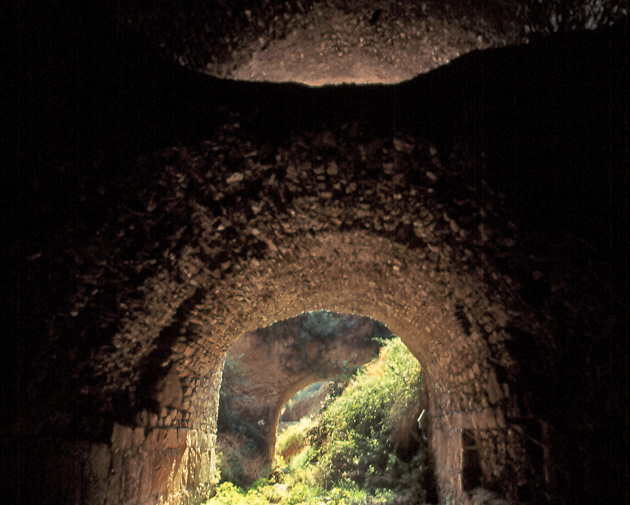
Il "tunnel" di Nysa

La città era stata descritta da Strabone. Era divisa in due dal fiume che scorreva in una gola, superato da un ponte. Sulla riva destra sorgeva l'anfiteatro, al di sotto del quale il corso del fiume venne canalizzato in un tunnel sotterraneo. Sulla riva sinistra esistevano un teatro, il ginnasio, l'agorà e il bouleuterion.
I resti conservati, appartengono al periodo ellenistico, romano (soprattutto del II secolo) e bizantino.
Il teatro è costituito da una cavea di 35 file di gradini marmorei e poteva ospitare 12000 spettatori: conserva i rilievi mitologici del podio del frontescena. L'antica agorà ospita il bouleuterion (chiamato gerontikon da Strabone), con cavea semicircolare di 12 file di sedili marmorei e portali decorati per l'accesso alla sala. Il ginnasio, costruito su una terrazza ebbe restauri in epoca bizantina. Si conservano inoltre i resti di un edificio interpretato come biblioteca, con nicchie sulle pareti, di terme di epoca romana e di una basilica bizantina.
Ben conservato è anche il tunnel, lungo 115 m, che consentiva il passaggio del fiume sotto l'anfiteatro.
Poco a sud si trova il sito di Acharaca (Ἀχάρακα), corrispondente all'odierno villaggio di Salavatlı, dove sorgeva un tempio dedicato a Plutone e a Persefone), che Strabone cita con il nome di Charonium (Χαρώνιον), presso una grotta da dove esalavano vapori solforosi, considerata un ingresso all'Ade. L'entrata al luogo sacro era riservata ai sacerdoti e agli ammalati, che vi restavano digiuni per più giorni.